# Samuel Schultz
Samuel „Sam” Schultz (ur. 11 grudnia 1985 w Missoula) – amerykański kolarz górski, brązowy medalista mistrzostw świata.

## Kariera
Największy sukces w karierze Samuel Schultz osiągnął w 2007 roku, kiedy reprezentacja USA w składzie: Georgia Gould, Ethan Gilmour, Samuel Schultz i Adam Craig zdobyła brązowy medal w sztafecie cross-country podczas mistrzostw świata MTB w Fort William. W tym samym roku zdobył brązowy medal w kategorii U-23 na mistrzostwach panamerykańskich, powtarzając tym samym wynik osiągnięty na poprzedniej imprezie tego cyklu sprzed roku. Kilkakrotnie zdobywał medale mistrzostw kraju, w tym 2012 roku stanął na najwyższym stopniu podium. W 2012 roku wystąpił również na igrzyskach olimpijskich w Londynie, gdzie rywalizację w cross-country ukończył na piętnastej pozycji.